# Znak (organizacja konspiracyjna)
Grupa „Znak” – polska organizacja konspiracyjna, będąca polityczno-ideową nadbudową Tajnej Armii Polskiej. Działała w 1940 roku.

## Geneza
Od początku istnienia Tajnej Armii Polskiej jej twórcy projektowali utworzenie organizacji stanowiącej dla niej ideowo-polityczne zaplecze. W końcu grudnia 1939, komendant TAP, podpułkownik kawalerii Wojska Polskiego, Jan Włodarkiewicz, powierzył Stanisławowi Romanowi Danglowi ps. „Salish” kierowanie komitetem, którego zadaniem było opracowanie deklaracji ideowej i wytycznych dla działalności nowej organizacji. Komitet ten wybrał dla niej nazwę „Znak” – miał to być jednocześnie tytuł wydawanego przez grupę pisma.

## Skład prezydium
- Stanisław Roman Dangel – przewodniczący, działalność wydawnicza;
- Zygmunt Ważyński – skarbnik, członek komitetu redakcyjnego pisma "Znak";
- Lucjan Rościszewski – prasa i wydawnictwa;
- Kazimierz Feliks Kumaniecki – zagadnienia kulturalno-oświatowe, odcinek młodzieżowy;
- Witold Szklennik – kontakty z innymi organizacjami oraz Centralnym Komitetem Organizacji Niepodległościowych;
- Tadeusz Garczyński – zagadnienia społeczno-polityczne;
- Tadeusz Semadeni – zagadnienia prawne;
- Władysław Psarski – zagadnienia gospodarcze;
- Leonard Witold Maringe – zagadnienia rolne;
- inż. Różański ps. „Poraj” – zagadnienia rolne.

W posiedzeniach prezydium uczestniczył także często komendant TAP Jan Włodarkiewicz. Referował on zagadnienia wojskowe.

## Deklaracja ideowa
Tekst deklaracji ideowej grupy „Znak” został ostatecznie opracowany w czerwcu 1940 i ukazała się jako załącznik do 14. numeru pisma „Znak” w lipcu tegoż roku.
Deklaracja za cel najważniejszy uznawała kontynuowanie walki o niepodległość wszystkimi dostępnymi środkami aż do zwycięstwa. Ponadto zapowiadała wypracowanie programu, który po wyzwoleniu zapewniłby Polsce odrodzenie moralne, polityczne, gospodarcze i kulturalne. Za istotne zagadnienie uważała również podtrzymywanie morale w sytuacji niewoli oraz przygotowanie społeczeństwa do realizacji zadań w przyszłej wolnej Polsce. 
W części politycznej zawarto deklarację lojalności wobec rządu gen. Sikorskiego, a także krytykę obozu sanacyjnego, łącznie z zapowiedzą wyciągnięcia w przyszłości konsekwencji prawnych wobec osób odpowiedzialnych za klęskę wrześniową. Doraźnie domagano się zakazu sprawowania funkcji kierowniczych dla ludzi dawnego reżimu.
Deklaracja głosiła hasła Polski chrześcijańskiej, narodowej i sprawiedliwej. Chrześcijaństwo uznane zostało za ideę, która zawsze dawała Polsce siłę duchową pozwalającą stawić opór przemocy opartej na potędze materialnej. „Polska narodowa” oznaczać miała, że naród polski musi wyłącznie sam rządzić się na swoich ziemiach, uznając i szanując jednocześnie prawo do życia tych wszystkich narodowości, które na jej terytorium znajdują się. Jednakowoż wszelkie żywioły Polsce wrogie muszą być z granic naszego państwa usunięte. Jednocześnie odżegnywano się od szowinizmu, uważając go za zniekształconą i zdegenerowaną formę idei narodowej. Sprawiedliwość rozumiano jako formę ustroju, w której jest miejsce na silny rząd kontrolowany przez reprezentantów społeczeństwa, a także na realizację praw obywateli.

## Działalność wydawnicza
TAP i „Znak” posiadały wspólną komórkę wydawniczą. Za pismo TAP należy uznać przede wszystkim „Biuletyn Żołnierski”, za pismo „Znaku” – „Znak”. Wydawano również przeznaczony dla cywilnych pracowników TAP „Znak Ziemi”.
Drukowano również komunikaty radiowe, ulotki i broszury. Wśród tych ostatnich warto wymienić wydane w nakładzie 2000 egz. dwie pozycje autorstwa Melchiora Wańkowicza: Te pierwsze walki i Z generałem Sosnkowskim. Obie opublikowane zostały pod pseudonimem Jerzy Łużyc.

## Dalsze losy
„Znak” był jedną z organizacji należących do Centralnego Komitetu Organizacji Niepodległościowych. Kiedy nastąpił kryzys w działalności tego komitetu, „Znak” przystąpił z kolei do Komitetu Porozumiewawczego Organizacji Niepodległościowych. Inicjatywa ta zakończyła się fiaskiem a kilka  spośród tworzących ją organizacji, w tym TAP i „Znak”, utworzyło we wrześniu 1940 Konfederację Narodu.